# Schattenkabinett Beck/Goerdeler

Flaggenentwurf des designierten Justizministers Josef Wirmer („Wirmer-Flagge“)

Das Schattenkabinett Beck/Goerdeler bezeichnet die potentielle Reichsregierung nach einem geglückten Attentat auf Hitler sowie eine Liste weiterer Personen, welche hohe Staatsfunktionen hätten übernehmen sollen.
Im Vorlauf des Attentats vom 20. Juli 1944 kam es von verschiedenen Seiten, u. a. vom Kreisauer Kreis, zu Planungen und Überlegungen für ein Deutschland nach Hitler. Die Organisatoren des Attentats auf Hitler einigten sich auf Carl Goerdeler als neuen Kanzler und Generaloberst a. D. Ludwig Beck als Reichsverweser, also als provisorisches Staatsoberhaupt. Neben Goerdeler war zeitweise auch der Sozialdemokrat Julius Leber als Kanzler im Gespräch. Eine feststehende Kabinettsliste schien auch am 20. Juli noch nicht zu bestehen, was an der teilweise mehrfachen Besetzung eines Ministeriums zu erkennen ist. Einige potentielle Minister und Politische Beauftragte wurden lediglich von den Verschwörern vorgeschlagen, ohne selbst davon erfahren zu haben. Die Konsequenzen (Verhaftung und häufig Tod) mussten sie nach dem Scheitern trotzdem mittragen. Von Seiten der Sozialdemokraten und Gewerkschaftern war die Gründung einer Einheitsgewerkschaft geplant.

## Reichsverweser und andere hohe Staatsämter
| Amt                                | Name                       | Gruppe            |
| ---------------------------------- | -------------------------- | ----------------- |
| Reichsverweser/Generalstatthalter  | Ludwig Beck                | Heer              |
| Reichstagspräsident                | Paul Löbe                  | SPD               |
| Reichsbankpräsident                | Karl Blessing              | Beamter           |
| Präsident des Reichsgerichts       | Hans Koch                  | Bekennende Kirche |
| Präsident des Reichskriegsgerichts | Hans Oster                 | Abwehr            |
| Chef der Deutschen Polizei         | Henning von Tresckow       | Heer              |
| Landesverweser Bayern              | Eduard Hamm                | DDP               |
| Oberpräsident Schlesien            | Franz Leuninger            | Zentrum           |
| Regierungspräsident Breslau        | Michael Graf von Matuschka | Zentrum           |
| Sprecher der Reichsregierung       | Theodor Haubach            | SPD               |
| Reichspressechef                   | Otto Kiep                  | Diplomat          |

## Reichsregierung

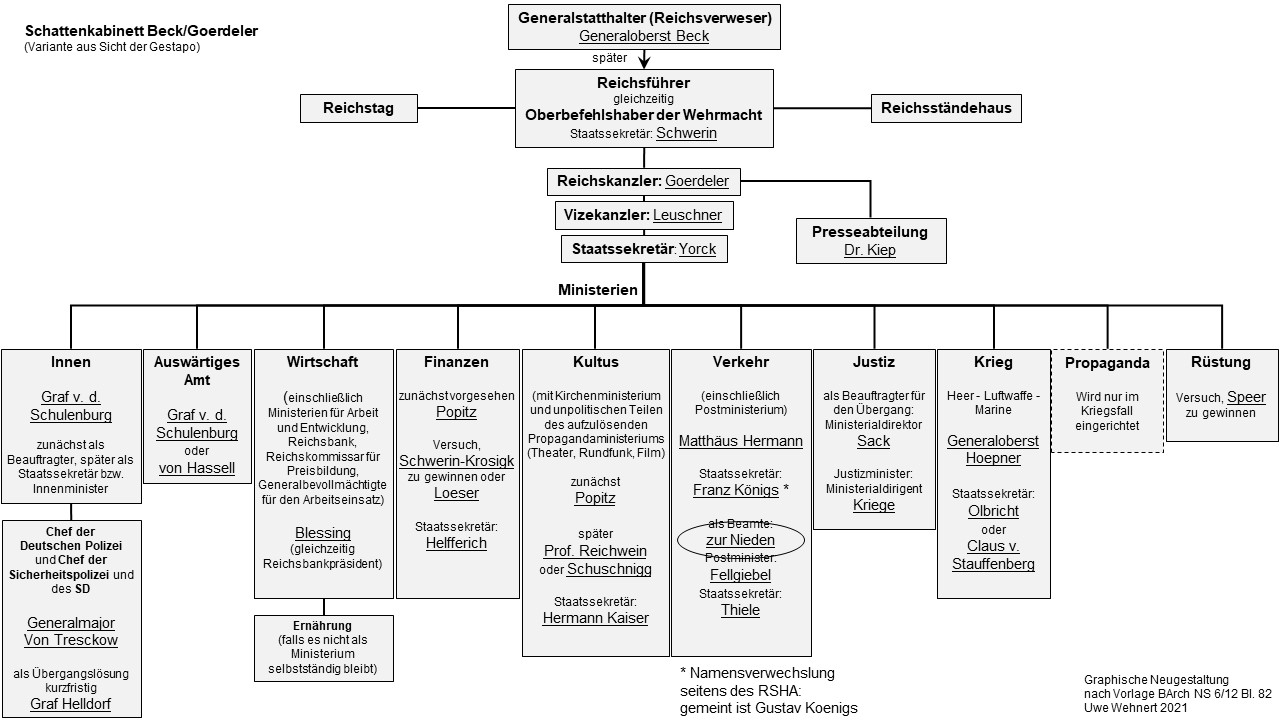
Schattenkabinett Beck/Goerdeler (nach Ermittlungen des Reichssicherheitshauptamtes)

Es wurden im Laufe der Zeit mehrere Ministerlisten ausgearbeitet, darunter eine Otto Schniewind (Januar 1943), eine Friedrich Freiherr von Teuchert (August 1943) und eine Joseph Ersing (Januar 1944) vorgelegte. Hier wird die von der Gestapo gemeldete, vermutlich jüngste Ministerliste dargestellt, die großteils den Mitteilungen Jakob Kaisers (Juli 1944) entspricht und frühere Vorschläge entsprechend gekennzeichnet.

### Reichskabinett
| Amt                                                                 | Name                                                                                                   | Gruppe               |
| ------------------------------------------------------------------- | --- | -------------------- |
| Reichskanzler                                                       | Carl Goerdeler                                                                                         | parteilos            |
| Vizekanzler                                                         | Wilhelm Leuschner                                                                                      | SPD                  |
| Reichsminister des Auswärtigen                                      | Ulrich von Hassell oder Friedrich-Werner Graf von der Schulenburg (August 1943: oder Heinrich Brüning) | Diplomat Zentrum     |
| Reichsminister des Innern                                           | Julius Leber (Januar 1943: Wilhelm von Gayl) (August 1943: Fritz-Dietlof von der Schulenburg)          | SPD DNVP Heer        |
| Reichsjustizminister                                                | Josef Wirmer (Januar 1943: Carl Langbehn)                                                              | Zentrum DVP          |
| Reichsfinanzminister                                                | Ewald Loeser (August 1943: Johannes Popitz)                                                            | Wirtschaft           |
| Reichswirtschaftsminister                                           | Paul Lejeune-Jung (Januar 1943: Otto Schniewind)                                                       | Wirtschaft           |
| Reichsminister für Ernährung und Landwirtschaft                     | Andreas Hermes                                                                                         | Zentrum              |
| Reichskultusminister                                                | Eugen Bolz oder Kurt Schuschnigg (Januar 1943: Johannes Popitz)                                        | Zentrum CS parteilos |
| Reichsverkehrsminister                                              | N. N.                                                                                                  | SPD (?)              |
| Reichsminister für Wiederaufbau oder Minister ohne Geschäftsbereich | Bernhard Letterhaus                                                                                    | Zentrum              |
| Minister ohne Geschäftsbereich                                      | N. N.                                                                                                  | Österreich           |

Das Reichsministerium für Volksaufklärung und Propaganda sollte aufgelöst werden und die Ministerien für Luftfahrt und Rüstung in einem wiedererrichteten Reichskriegsministerium aufgehen. Ein Reichsministerium für die besetzten Ostgebiete war nicht mehr vorgesehen.
In einem Bericht der Gestapo vom 29. September 1944 werden außerdem Erich Hoepner (Krieg) Erich Fellgiebel (Post) und Albert Speer (Rüstung) genannt.

### Staatssekretäre
Folgende Personen sollten nach dem Gestapo-Bericht vom 29. September 1944 Staatssekretäre werden:
| Amt                          | Name                                                               | Gruppe          |
| ---------------------------- | ------------------------------------------------------------------ | --------------- |
| Reichsverweser               | Ulrich Wilhelm Graf Schwerin von Schwanenfeld                      | Heer            |
| Reichskanzlei                | Peter Graf Yorck von Wartenburg Otto Kiep (Leiter Presseabteilung) | Jurist Diplomat |
| Reichsministerium des Innern | Fritz-Dietlof Graf von der Schulenburg                             | Jurist          |
| Reichskriegsministerium      | Friedrich Olbricht und Claus Schenk Graf von Stauffenberg          | Heer            |
| Reichswirtschaftsministerium | Friedrich Ernst                                                    | Jurist          |
| Reichsfinanzministerium      | Hans Helferich                                                     | Jurist          |
| Reichsjustizministerium      | Walter Kriege                                                      | Jurist          |
| Reichskultusministerium      | Hermann Kaiser                                                     | Heer            |
| Reichsverkehrsministerium    | Gustav Koenigs                                                     | Jurist          |

Ob und wann diese Liste zusammengestellt wurde, ist unbekannt. Möglicherweise handelt es sich um eine Zusammenstellung der Gestapo auf Grundlage von Vernehmungen.
Für den Fall des Weiterbestands des Ernährungsministeriums war Wilhelm Roloff die schriftliche Zusage gegeben worden, dort Staatssekretär zu werden. Sein Name fehlt auf der Liste der Gestapo.

## Politische Beauftragte und Verbindungsoffiziere
| Amt                                | Name | Gruppe                   |
| ---------------------------------- | --- | ------------------------ |
| Wehrkreis I (Königsberg)           | Heinrich Graf zu Dohna-Schlobitten Heinrich Graf von Lehndorff-Steinort (Verbindungsoffizier)                                                                         | Heer Heer                |
| Wehrkreis II (Stettin)             | Ewald von Kleist-Schmenzin Achim Freiherr von Willisen | DNVP-nah Beamter         |
| Wehrkreis III (Berlin)             | Carl-Hans Graf von Hardenberg Hans-Jürgen Graf von Blumenthal (Verbindungsoffizier)                                                                                   | DNVP-nah Heer            |
| Wehrkreis IV (Dresden)             | Wilhelm Kunze Walter Cramer (Unterbeauftragter) Hans Oster (Verbindungsoffizier)                                                                                      | Heer Wirtschaft Abwehr   |
| Wehrkreis V (Stuttgart)            | Albrecht Fischer Reinhold Frank (Unterbeauftragter für Baden) | Wirtschaft Zentrum       |
| Wehrkreis VI (Münster)             | Bernhard Letterhaus Felix Sümmermann (Unterbeauftragter) | Zentrum Katholik         |
| Wehrkreis VII (München)            | Otto Geßler Ludwig Freiherr von Leonrod (Verbindungsoffizier) | DDP Heer                 |
| Wehrkreis VIII (Breslau)           | Hans Lukaschek Adolf Kaschny (Unterbeauftragter für Oberschlesien) Fritz Voigt (Unterbeauftragter für Niederschlesien) Friedrich Scholz-Babisch (Verbindungsoffizier) | Zentrum Zentrum SPD Heer |
| Wehrkreis IX (Kassel)              | Gustav Noske August Frölich (Unterbeauftragter) Ulrich Freiherr von Sell (Verbindungsoffizier)                                                                        | SPD SPD Abwehr           |
| Wehrkreis X (Hamburg)              | Gustav Dahrendorf Theodor Tantzen (Unterbeauftragter) | SPD DDP                  |
| Wehrkreis XI (Hannover)            | Hermann Lüdemann Siegfried Wagner (Verbindungsoffizier) | SPD Heer                 |
| Wehrkreis XII (Wiesbaden)          | Bartholomäus Koßmann Ludwig Schwamb (Unterbeauftragter) Hermann Kaiser (Verbindungsoffizier)                                                                          | Zentrum SPD Heer         |
| Wehrkreis XVII (Wien)              | Josef Reither Karl Seitz Rudolf Graf von Marogna-Redwitz (Verbindungsoffizier)                                                                                        | CS SDAPÖ Abwehr          |
| Wehrkreis XVIII (Salzburg)         | Anton Mörl-Pfalzen Franz Rehrl | CS-nah CS                |
| Wehrkreis XX (Danzig)              | Ferdinand Freiherr von Lüninck Hasso von Boehmer (Verbindungsoffizier)                                                                                                | DNVP Heer                |
| Wehrkreis XXI (Posen)              | Ernst Vollert Georg Conrad Kißling (Verbindungsoffizier) | Jurist Heer              |
| Wehrkreis Böhmen und Mähren (Prag) | Nikolaus Graf von Üxküll-Gyllenband | Heer                     |

## Wehrmacht
| Amt | Name                | Gruppe |
| --- | ------------------- | ------ |
| Oberbefehlshaber der Wehrmacht                                                                         | Erwin von Witzleben | Heer   |
| Stellv. Reichskriegsminister, Oberbefehlshaber im Heimatkriegsgebiet und Befehlshaber des Ersatzheeres | Erich Hoepner       | Heer   |
| Militärische Leitung Niederlande und Belgien                                                           | Wilhelm Staehle     | Abwehr |

Das Oberkommando der Wehrmacht sollte in ein neues Offiziersamt, das Reichskriegsministerium und den Großen Generalstab neu gegliedert werden. Die Oberkommandos des Heeres und der Luftwaffe sollten in diesen Behörden aufgehen.

## Einheitsgewerkschaft
| Amt                                                   | Name             | Gruppe       |
| ----------------------------------------------------- | ---------------- | ------------ |
| Ehrenvorsitzender                                     | Alwin Brandes    | SPD          |
| Mitglied der Reichsleitung                            | Theodor Leipart  | Gewerkschaft |
| Abteilungsleiter (Jugend oder ausländischer Arbeiter) | Walter Maschke   | Gewerkschaft |
| Abteilungsleiter Personal und Organisation            | Hermann Schlimme | Gewerkschaft |
| Abteilungsleiter Presse                               | Richard Seidel   | SPD          |